# Liste der Amtmänner des Beiderstädtischen Amtes Bergedorf
Als Amtmänner des Beiderstädtischen Amtes Bergedorf, das seit dem Jahre 1420 Hamburg und Lübeck gemeinsam verwalteten, wurden abwechselnd Ratsherren der beiden Hansestädte ernannt. Sitz des jeweiligen Amtmannes war das Schloss Bergedorf. 1868 endete die beiderstädtische Verwaltung mit dem Übergang des Lübecker Besitzrechtes an Hamburg und der Umwandlung des Amtes in die Landherrenschaft Bergedorf.

## Amtszeiten
Zunächst wechselten sich die Städte mit der Verwaltung des Gebietes alle vier, ab 1446 alle sechs Jahre ab. Ab 1620 übten die jeweiligen Amtmänner ihr Amt auf Lebenszeit – ebenfalls im Wechsel – aus. Erst 1867 kaufte die Stadt Hamburg der Stadt Lübeck deren halben Anteil für 200.000 preußische Taler ab. Am 1. Januar 1868 war dann das über 400 Jahre währende Kondominium (Doppelherrschaft) beendet, und Bergedorf wurde Teil der Stadt Hamburg.

## Amtmänner
| Jahre     | Name                                           | Lebensdaten                          | Anmerkungen | Porträt |
| --------- | ---------------------------------------------- | ------------------------------------ | --- | ------- |
| 1422–1426 | Johann Kletze (auch Cletze oder Kleitze)       | † 1428                               | Hamburger Ratsherr |         |
| 1426–1429 | Johann Gerwer (auch Johannes)                  | * vor 1390; † 1460                   | Lübecker Ratsherr seit 1416 |         |
| 1430–1434 | Johann von Alverding                           |                                      | Hamburger Ratsherr |         |
| 1434–1438 | Johann Lüneburg (auch Lüneborg)                | * um 1385; † 1461                    | zuvor 1430–1434 Amtmann auf der Riepenburg, ab 1442 Lübecker Bürgermeister |         |
| 1438–1442 | Johann Vos (auch Johan, auch Voss)             |                                      | von 1434–1438 Amtmann auf der Riepenburg, Hamburger Ratsherr |         |
| 1442–1445 | Timmon Hadewerck (auch Timm, Tidemann)         | † 1446                               | 1438–1442 Amtmann auf der Riepenburg, Lübecker Ratsherr |         |
| 1453–1458 | Heinrich von Stiten                            | † 1484                               | ab 1466 Lübecker Bürgermeister |         |
| 1458–1464 | Erich von Tzeven (auch Tzevena)                | † 11. September 1478                 | Hamburger Ratsherr |         |
| 1464–1470 | Konrad Brekewoldt (auch Cord, auch Brekkewolt) | † 1480                               | zuvor 1458–1463 Amtmann auf der Riepenburg, Lübecker Ratsherr seit 1455 |         |
| 1470–1476 | Jacob Struve (Ratsherr)                        | † 1476                               | Hamburger Ratsherr |         |
| 1476–1482 | Heinrich von Calven                            | † 1504                               | Lübecker Ratsherr seit 1472 |         |
| 1488–1494 | Engelbrecht Vickinghusen                       |                                      | zuvor 1482–1488 und danach bis 1500 Amtmann auf der Riepenburg, aus Lübeck, aber kein Ratsherr |         |
| 1500–1506 | Hermann Messmann                               | * um 1455; † 1515                    | 1. Amtsperiode, Lübecker Ratsherr seit 1496; 1501 ließ er in Bergedorf die Kirche St. Petri und Pauli neu errichten. 1506–1512 war er Amtmann auf der Riepenburg.                                                       |         |
| 1506–1512 | Cord Moller                                    |                                      | Hamburger Ratsherr |         |
| 1512–1515 | Hermann Messmann                               |                                      | 2. Amtsperiode |         |
| 1524–1530 | Berthold Kerkring                              | † 1534                               | Lübecker Ratsherr seit 1500 |         |
| 1530–1536 | Gerd van Hutlem (auch Huetlem)                 |                                      | Hamburger |         |
| 1537      | Jürgen Wullenwever                             | um 1488; † 1537                      | Wurde vom Lübecker Rat gegen den Amtsverzicht als Bürgermeister auf sechs Jahre bestellt, jedoch noch vor seinem Amtsantritt vom Erzbischof von Bremen verhaftet und vom Herzog von Braunschweig-Lüneburg hingerichtet. |         |
| 1537–1543 | Nikolaus Bardewik                              | * 1506; † 1560                       | ab 1544 Lübecker Bürgermeister |         |
| 1542–1548 | Ditmar Koel                                    | * 1500; † 1563                       | ab 1548 Hamburger Bürgermeister |         |
| 1548–1554 | Gottschalk von Wickede II.                     | † 1558                               | Lübecker Ratsherr seit 1548 |         |
| 1554–1558 | Jürgen vam Holte                               | † 1558                               | Hamburger Ratmann |         |
| 1560–1566 | Christoph Tode (auch Thode)                    | * 1515; † 1579                       | ab 1560 Lübecker Bürgermeister |         |
| 1566–1572 | Johann Moller                                  |                                      | Hamburger Kaufmann |         |
| 1572–1578 | Johann Kerkring                                | † 1595                               | Lübecker Ratsherr seit 1559 |         |
| 1578–1584 | Nicolaus Vogeler (auch Voegeler)               | † 1587                               | Hamburger Ratsherr |         |
| 1584–1590 | Franz von Stiten                               | † 1590 in Bergedorf                  | Lübecker Ratsherr seit 1564. Seine Frau Margarethe stiftete 1586 der Kirche St. Petri und Pauli die Kanzel. |         |
| 1590–1596 | Johann Schulte (auch Schultze)                 | *1537; † 1597                        | Hamburger Ratsherr |         |
| 1596–1602 | Gerhard Grentzin                               | † 1. Oktober 1610                    | Lübecker Ratsherr seit 1580. Er stiftet zum Ende seiner Amtszeit der Kirche St. Petri und Pauli den Schalldeckel für Kanzel.                                                                                            |         |
| 1602–1608 | Joachim Brandt                                 |                                      | Hamburger Ratsherr |         |
| 1608–1614 | Heinrich Pasche                                | † 1616                               | Lübecker Ratsherr seit 1590 als Ältermann der Bergenfahrer |         |
| 1614–1616 | Eberhard Esich                                 | † 23. August 1616                    | Hamburger Ratsherr |         |
| 1620–1657 | Hermannus Schuldorff                           | * 1584; † 16. Oktober 1657           | Hamburger Ratsherr |         |
| 1657–1677 | Rothardt Vinhagen                              | † 27. August 1677                    | von Lübeck entsandter Amtsverwalter |         |
| 1677–1713 | Johannes Reimbold                              | * 3. Juli 1645; † 8. November 1713   | von Hamburg entsandter Amtsverwalter |         |
| 1713–1734 | Laurens Wiebeking (auch Wibecking)             | * (?); † 6. August 1734              | von Lübeck entsandt, seine Grabplatte steht aufgerichtet an der Kirche in Bergedorf |         |
| 1734–1786 | Johann Otte                                    | * 3. Januar 1708; † 26. Februar 1786 | von Hamburg entsandter Jurist |         |
| 1786–1803 | Johann Nicolaus Willebrandt                    | * 1730; † 4. Oktober 1803            | von Lübeck entsandt, 1761 bis 1785 hanseatischer Gesandter in Russland |         |
| 1803–1810 | Nicolaus von Graffen                           |                                      | |         |
| 1810–1815 | ?                                              |                                      | (Französische Besetzung) |         |
| 1815–1851 | Johann Bernhard Wilhelm Lindenberg             | * 18. September 1781 † 6. Juni 1851  | |         |
| 1851–1873 | Theodor Daniel Kauffmann                       |                                      | |         |